# タランチュラのくちづけ
『タランチュラのくちづけ』は、原作：佐山哲郎・作画：高階良子による日本の漫画作品。
『なかよし』（講談社）にて1975年10月号から1976年3月号まで連載された。全6話。単行本は同社の講談社コミックスなかよしより全1巻。

## 書誌情報
- 佐山哲郎・高階良子 『タランチュラのくちづけ』 講談社〈講談社コミックスなかよし〉、1976年3月10日第1刷発行、ISBN 4-06-108235-3